# Аснер, Пьер
Пьер Аснер (фр. Pierre Hassner; 31 января 1933, Королевство Румыния — 26 мая 2018) — французский политический философ, эксперт по международным отношениям.

## Биография
Родился в еврейской семье из Кишинёва. Детство прошло в Бухаресте, где он начал учиться во французской гимназии. С установлением диктатуры Антонеску во время Второй мировой войны и ужесточением антисемитских законов семья приняла католицизм.
В 1948 году уехал с родителями во Францию.
В Париже изучал философию в Высшей нормальной школе.
Был учеником известных философов Раймона Арона и Лео Штрауса.
Был директором по исследованиям Центра международных исследований (CERI) во Франции и Национального фонда политических наук.
Преподавал в Европейском центре филиала Университета Джонса Хопкинса (США) в Болонье (Италия).

## Работы
- «Насилие и мир. Про атомную бомбу и этническую чистку» (2000)
- «Террор и власть. Насилие и мир II» (2003)
- «Война и общества. Государства и насилие после холодной войны» (совместно с Рональдом Маршаллом и др. 2003)
- «Вашингтон и мир. Дилеммы супердержавы» (в соавторстве с Жюстином Вессом, 2003)
- «Оправдать войну? О гуманности контртерроризма» (совместно с Жиллем Андреани и др., 2005)